# IC 1752
IC 1752 је галаксија у сазвјежђу Троугао која се налази на листи објеката дубоког неба у Индекс каталогу.
Деклинација објекта је + 28° 36' 51" а ректасцензија 1h 57m 15,4s. Привидна величина (магнитуда) објекта IC 1752 износи 15,3 а фотографска магнитуда 16,3. IC 1752 је још познат и под ознакама MCG 5-5-32, 6ZW 118, NPM1G +28.0059, KUG 0154+283A, PGC 7337.